# Departure of Mr. Chamberlain for South Africa
Departure of Mr. Chamberlain for South Africa è un cortometraggio muto del 1902. Il nome del regista non viene riportato nei credit del film ma vi appare quello del produttore Cecil M. Hepworth come direttore della fotografia.
Il Ministro delle Colonie Joseph Chamberlain visitò, dal 26 dicembre 1902 al 25 febbraio 1903, il Sudafrica per promuovere la conciliazione tra britannici e boeri dopo la fine della seconda guerra boera, pace stipulata il 31 maggio 1902. Il documentario di Hepworth mostra la partenza del ministro alla volta del paese africano.

## Produzione
Il film fu prodotto dalla Hepworth.

## Distribuzione
Distribuito dalla Hepworth, il documentario - un cortometraggio della lunghezza di trenta metri - presumibilmente uscì nelle sale cinematografiche britanniche nel 1902.
Non si hanno altre notizie del film che si ritiene perduto, forse distrutto nel 1924 quando il produttore Cecil M. Hepworth, ormai fallito, cercò di recuperare l'argento del nitrato fondendo le pellicole.